# Heriaeus algericus
Heriaeus algericus är en spindelart som beskrevs av Loerbroks 1983. Heriaeus algericus ingår i släktet Heriaeus och familjen krabbspindlar.
Artens utbredningsområde är Algeriet. Inga underarter finns listade i Catalogue of Life.